# 종교의 자유

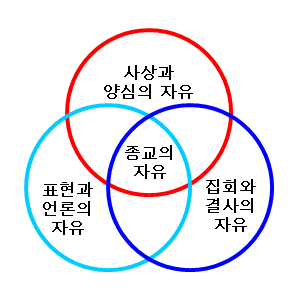
4가지 자유
사상과 양심의 자유
표현과 언론의 자유
집회와 결사의 자유
종교의 자유

종교의 자유(宗敎의 自由, 영어: freedom of religion, religious liberty)는 자신의 의사에 따라서 신앙을 선택하거나 선택하지 않을 수 있는 권리를 말한다. 지금은 종교의 자유가 지극히 당연한 것으로 여겨지지만 18세기만 해도 유럽에서는 종교의 자유가 억압되고 있었다. 특히 스페인, 프랑스, 이탈리아 등 로마 가톨릭교회를 국교로 삼는 국가에서는 가톨릭 이외의 다른 종교를 믿는 것은 법률로 금지되어 탄압을 받고 심할 경우 종교재판에 처해져 화형에 처해졌다. 이러한 종교적 억압은 계몽주의의 파급과 프랑스 혁명을 거치면서 차츰 완화되어 오늘날은 일당제 국가와 종교 근본주의 국가 등 일부를 제외하고 민주주의 국가에서는 어느 국가에서든 국교를 금지하면서 종교의 자유를 보장하고 있다.

## 종교의 자유의 범위
- 종교를 선택할 수 있는 권리
- 종교에 대한 신앙을 강요받지 않을 권리
- 종교를 가지지 않아도 되는 권리

## 한국의 종교의 자유
고려는 불교, 조선은 유교를 국교로 삼았으나, 불교, 도교, 무속신앙 등 다른 종교도 예외로 신앙할 수 있는 종교의 자유가 있었다. 특히 조선 왕실 같은 경우에는 무학대사로부터 시작된 건국인 만큼 왕실의 종교로 불교를 이용하면서, 민간 신앙으로서 불교는 적극적으로 탄압하여 사찰을 산 속으로 쫓아냈다. 실제 훈민정음 또는 한글을 세종대왕이 만들었을 때에, 조선 정부는 삼강행실도 등의 유교 윤리를 교화하는 그림책외에 외에 월인천강지곡, 석보상절 등 불교 이야기책들을 한글로 써서 출판하였다. 조선 후기에는 서학으로서 학자들이 공부하던 천주교를 사학 곧 사악한 학문이라고 하여 탄압하였다.
1948년 제헌 헌법에서부터 대한민국은 명시적으로 종교의 자유를 보장하고 있다. 현재 대한민국 헌법 제20조에서는 “모든 국민은 종교의 자유를 가진다. 국교는 인정되지 아니하며 종교와 정치는 분리된다”라고 하고 있다.

### 종교의 자유와 관련한 대한민국 판례
- 종교전파의 자유는 국민에게 그가 선택한 임의 장소에서 자유롭게 행사할 수 있는 권리까지 보장한다고 할 수 없으며, 그 임의의 장소가 대한민국의 주권이 미치지 아니하는 지역 나아가 국가에 의한 국민의 생명,신체 및 재산의 보호가 강력히 요구되는 해외 위난지역인 경우에는 더욱 그러하다.[2]
- 종교교육이 학교나 학원 형태로 시행될 때 필요한 시설기준과 교육과정 등에 대한 최소한의 기준을 국가가 마련하여 학교설립인가 등을 받게 하는 것은 헌법 제31조 제6항의 입법자의 입법재량의 범위 안에 포함되므로 종교의 자유를 침해하지 않는다.[3]
- 대학이 특정한 종교과목에 대한 학점이수를 졸업의 조건으로 하는 것은 헌법에 반하지 않는다.[4]
- 종교단체는 자신이 설립한 종합대학교에서 자신의 종교를 교육하도록 할 수 있으나, 이 경우에도 그 종교를 믿지 않는 재학생은 종교의 자유를 가진다.[4]
- 고등학교 평준화정책에 따라 종교단체가 설립한 사립고등학교에 강제배정된 학생의 경우, 이 학교가 특정 종교의 교리를 전파하는 종교과목 수업을 실시하면서 참가 거부가 사실상 불가능한 분위기를 조성하고 대체과목을 개설하지 않은 것은 종교를 갖지 않은 학생의 기본권을 고려하지 않아 그 학생의 종교에 관한 인격적 법익을 침해한다.[5]

### 조선민주주의인민공화국
조선민주주의인민공화국은 마르크스 사상(이조차도 불허)에 의하여 종교를 "인민에 대한 지배층의 지배 수단으로 여긴다"거나 "기독교는 미국 제국주의 침략 도구", 성경에서 볼 수 있는 권세있는 사람에 대해 반하는 주장을 하는 민주주의적인 내용 등의 이유로 국가에서 동원하는 대외 종교 행사 외에 개인의 종교 자유를 인정하지 않고 있다.

## 종교의 자유가 없는 나라 목록
- 사우디아라비아
- 이란
- 파키스탄
- 예멘
- 아프가니스탄
- 모리타니
- 소말리아
- 몰디브
- 바티칸 시국[6]
- 조선민주주의인민공화국
- 중국(중국대륙의 종교인구는 불교: 15.87%; 도교 및 중국 민속신앙: 7.6%;개신교/천주교: 2.53%; 이슬람교: 1.45%). 중국헌법상 종교자유가 인정되지만 거리, 학교 등 공공장소에서 종교선전을 할 수 없고 사원이나 교회에서만 선전할 수 있다.
- 러시아(단, 법으로는 자유 인정됨. 그러나, 다수 지역에서 비(非) 러시아정교회, 즉 러시아 정교를 제외한 다른 기독교 종파에 대한 국가개입의 종교박해로 국제종교자유위원회(USCIRF)에서 종교자유침해 특별관심국가(CPC)로 지정되어 있다.)

## 제한적 종교의 자유를 인정하는 나라 목록
- 중국(중국대륙의 종교인구는 불교: 15.87%; 도교 및 중국토속신앙: 7.6%; 개신교/천주교: 2.53%; 이슬람교: 1.45%. 중국헌법상 종교자유가 인정되지만 거리, 학교 등 공공장소에서 종교선전을 할 수 없고 사원이나 교회에서만 선전할 수 있다. 단 참고로 홍콩과 마카오는 자유 무조건 인정됨)
- 러시아(단, 법으로는 자유 인정됨. 그러나, 다수 지역에서 비(非) 러시아정교회, 즉 러시아 정교를 제외한 다른 기독교 종파에 대한 국가개입의 종교박해로 국제종교자유위원회(USCIRF)에서 종교자유침해 특별관심국가(CPC)로 지정되어 있다.)

## 종교의 자유가 없는 단체
- 이슬람 국가[7]

## 같이 보기
- 딤미
- 사상의 자유
- 신체의 자유
- 양심의 자유
- 언론의 자유
- 집회와 결사의 자유
- 표현의 자유
- 차별금지법
- 아는 것으로부터의 자유